# Añe
Añe ist ein Ort und eine Gemeinde (municipio) mit 66 Einwohnern (Stand: 2024) in der zentralspanischen Provinz Segovia in der Autonomen Region Kastilien-León. 

## Lage und Klima
Añe liegt in der kastilischen Meseta in ca. 880 m Höhe ungefähr 19 Kilometer (Fahrtstrecke) nordwestlich der Provinzhauptstadt Segovia. Das Klima ist gemäßigt bis warm; Regen (594 mm/Jahr) fällt mit Ausnahme der trockenen Sommermonate übers Jahr verteilt.

## Bevölkerungsentwicklung
| Jahr      | 1970 | 1981 | 1991 | 2001 | 2011 | 2021 |
| Einwohner | 195  | 143  | 133  | 126  | 107  | 66   |

## Sehenswürdigkeiten

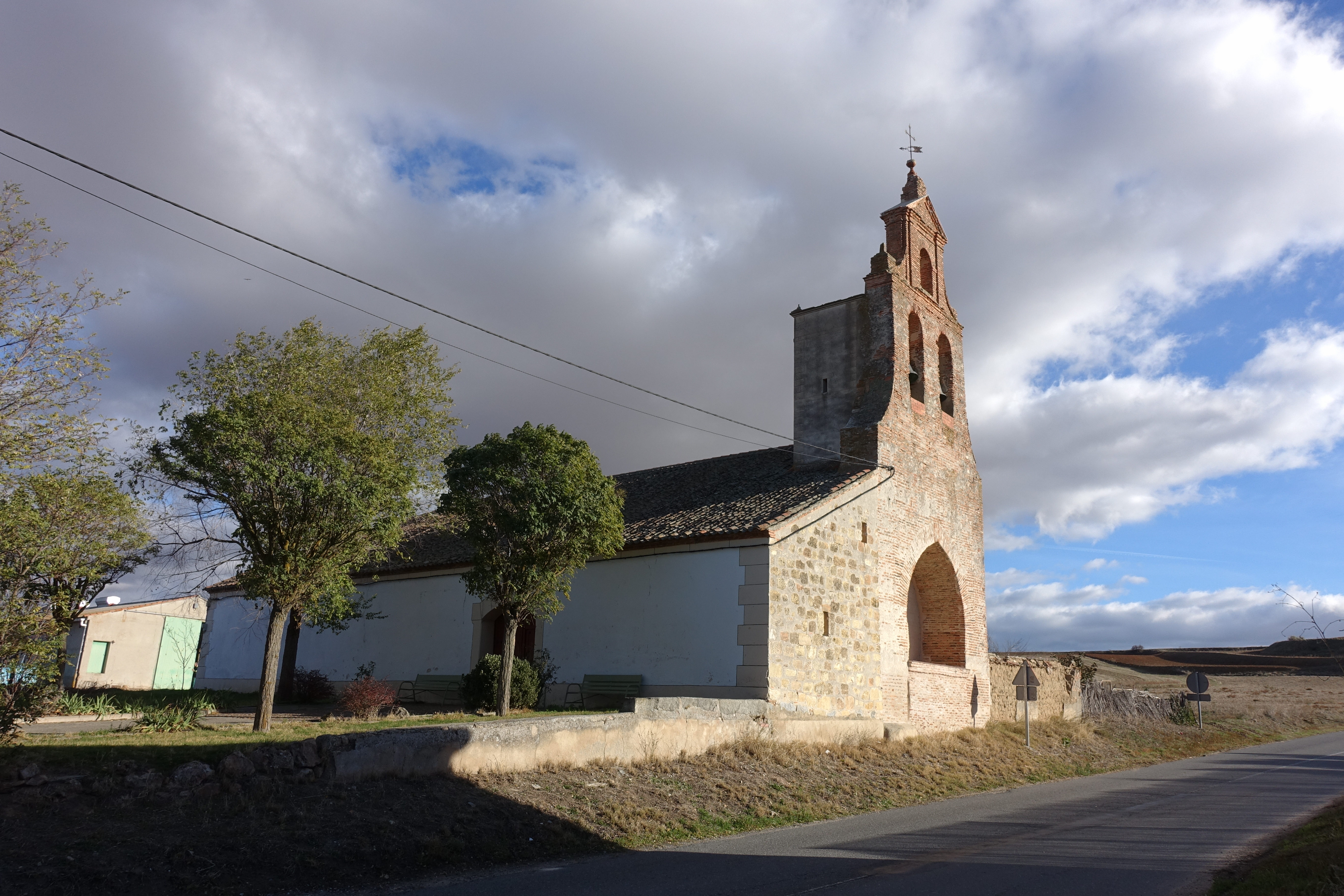
Johannes-der-Täufer-Kirche
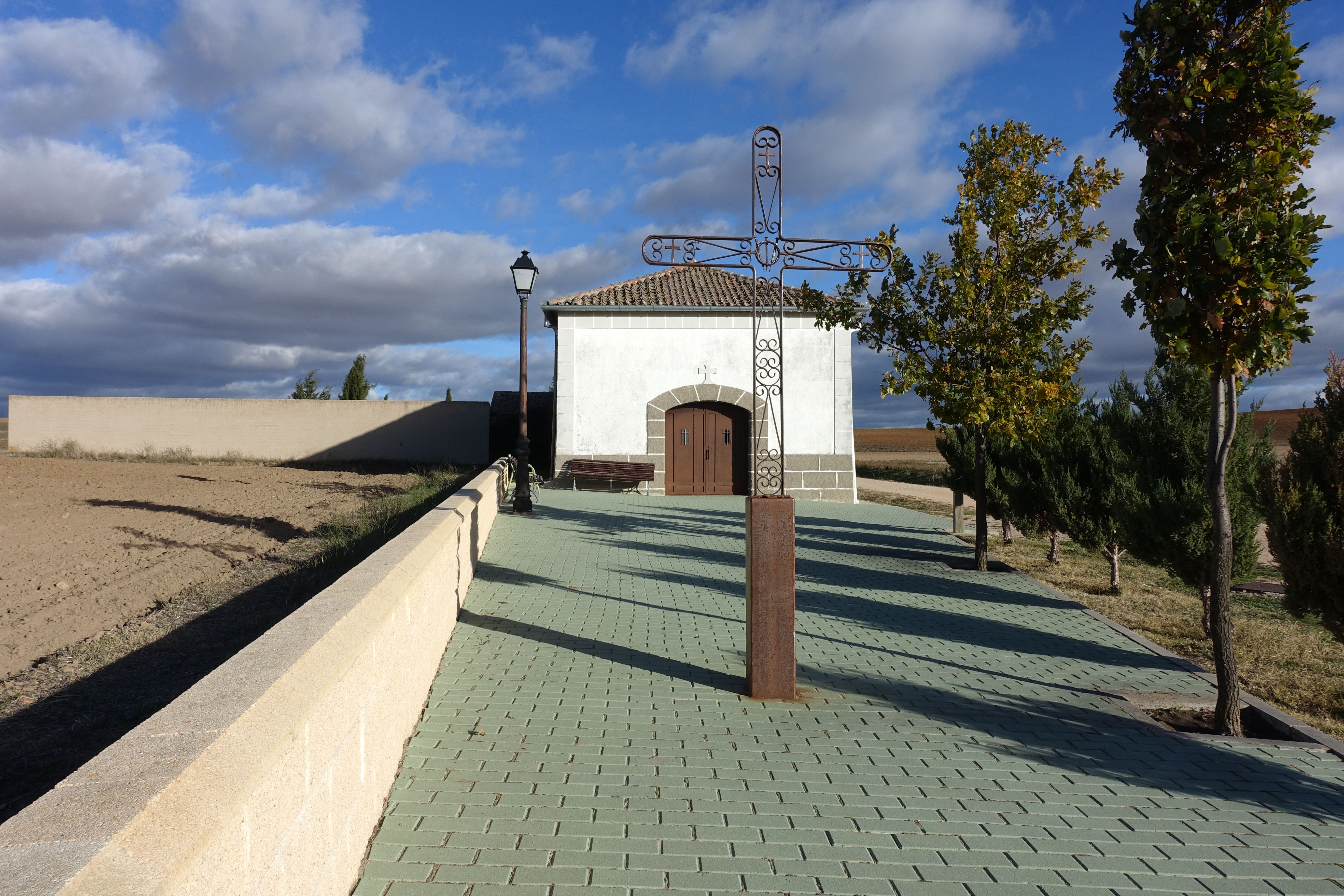
Christuskapelle
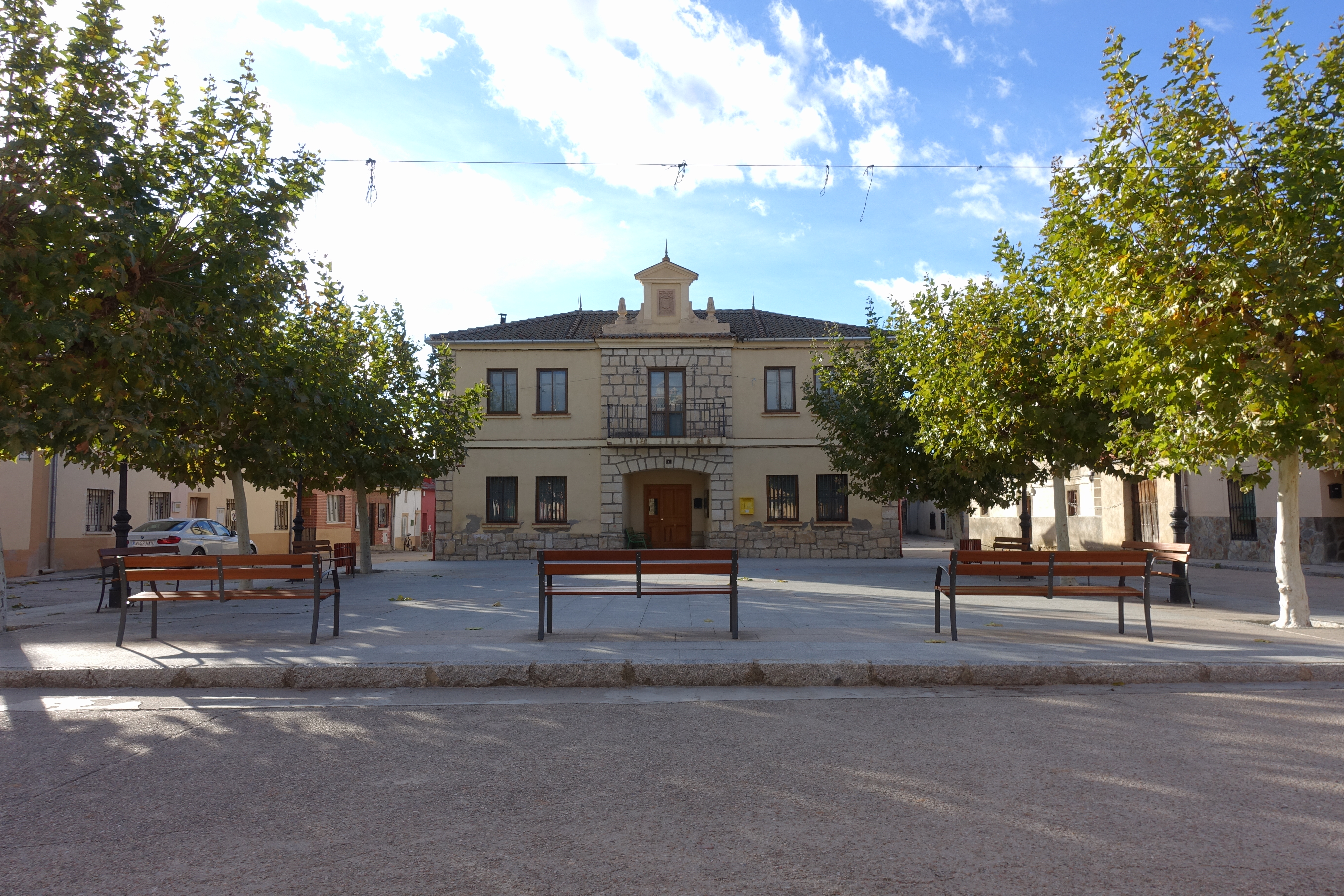
Rathaus

- Johannes-der-Täufer-Kirche
- Christuskapelle
- Rathaus